# Paradamoetas formicina
Paradamoetas formicina är en spindelart som beskrevs av Peckham, Peckham 1885. Paradamoetas formicina ingår i släktet Paradamoetas och familjen hoppspindlar. Inga underarter finns listade i Catalogue of Life.